# 第111師団 (日本軍)
第111師団（だいひゃくじゅういちしだん）は、大日本帝国陸軍の師団の一つ。

## 沿革
太平洋戦争中期以降、多くの師団が満洲から南方に転用されたため、1944年（昭和19年）7月、綏陽において第9独立守備隊と南方に転用となった部隊の残留者により第111師団が編成され第3軍に編入。編成後、満洲東部の警備と治安維持に当る。
1945年（昭和20年）4月、満洲から朝鮮半島南部に転用され、第17方面軍隷下となり、第58軍が新設されると、その指揮下に編入された。同年5月、済州島に移動し、連合国軍の上陸に備えて防禦陣地の構築などを行っていたが、戦闘を交えることなく終戦を迎えた。

## 師団概要

### 歴代師団長
- 岩崎民男 中将：1944年（昭和19年）7月14日 - 終戦[1]

### 参謀長
- 芝田経一 大佐：1944年（昭和19年）7月14日 - 終戦[2]

### 最終司令部構成
- 参謀長：芝田経一大佐
  - 参謀：辛島泰善少佐
- 高級副官：飯田一三少佐

### 最終所属部隊
- 歩兵第243連隊（徳島）：佐藤健吉大佐
- 歩兵第244連隊（高知）：中山修大佐
- 歩兵第245連隊（丸亀）：坂口才平大佐
- 第111師団砲兵隊：
- 第111師団工兵隊：
- 第111師団通信隊：
- 第111師団輜重隊：
- 第111師団兵器勤務隊：
- 第111師団第1野戦病院：
- 第111師団第4野戦病院：
- 第111師団防疫給水部：
- 第111師団病馬廠：